# 穆爾河畔布魯克
穆爾河畔布魯克（德語：Bruck an der Mur）是奧地利福拉尔贝格州的市镇，位於該國東部穆爾河和米爾茨河匯流處，始建於1263年，面積38.4平方公里，海拔高度468米，2012年人口12,551。

## 友好城市
- 法國 列萬